# 南岸和尚
南岸和尚（なんがんおしょう、生没年不詳）は、江戸時代の僧。

信州新野の瑞光院の七代和尚。

甲斐の武田信玄、勝頼に仕えた土屋昌恒の子孫にあたる。現存する即身仏である行人様の師である。

## 生涯
出生地は信濃国新野。

先祖は甲斐武田氏に仕えた土屋昌恒。武田勝頼が織田信長の軍勢に攻められ天目山にて自刃する際、時間を稼いだことで知られる。

昌恒は遺児の一人である重虎を遺書と共に信州新野の瑞光院開山、光國瞬玉和尚(武田信玄の叔父)へ託した。

無事に落ち延び僧侶となった重虎は代々住職を務め、七代目が南岸和尚にあたる。